# Cygnus NG-15
Cygnus NG-15 (pierwotna nazwa Cygnus CRS OA-15E) –  misja statku transportowego Cygnus, prowadzona przez prywatną firmę Orbital ATK na zlecenie amerykańskiej agencji kosmicznej NASA w ramach programu Commercial Resupply Services w celu zaopatrzenia Międzynarodowej Stacji Kosmicznej. Statek dostarczył 3810 kg ładunku. Był to najcięższy ładunek dostarczony kiedykolwiek za pomocą komercyjnego statku transportowego. Na ładunek składało się: 
- sprzęt dla stacji - 1413 kg
- eksperymenty naukowe - 1127 kg
- zaopatrzenie załogi - 932 kg
- ładunek w części niehermetycznej statku - 67 kg
- wyposażenie do spacerów kosmicznych - 24 kg
- rosyjski sprzęt - 24 kg
- zasoby komputerowe - 1 kg[2]